# Probleemschaak
In een schaakprobleem is een schaakstelling gegeven, waarbij de oplosser meestal de opdracht krijgt het spel te winnen.
Soms wordt gevraagd in een bepaald aantal zetten mat te geven. Afhankelijk van het aantal benodigde zetten spreekt men van een tweezet, driezet of meerzet. Soms is het aantal zetten niet gegeven en is het voldoende een stelling te bereiken die overduidelijk gewonnen is. Ook komt het voor dat de opdracht is materiaal te winnen of remise te bereiken.
Er zijn ook speciale genres, zoals retrogradeproblemen, waarbij de oplosser moet reconstrueren hoe een bepaalde stelling ontstaan is, of zelfmatten, waarbij zwart streeft naar verlies en zijn opponent zelfs dwingt om mat te geven. Kenmerkend is steeds, dat het probleemoplossing zich in een nauwkeurig bepaald schema ontwikkelt.
In composities kan een van de partijen een enorme overmacht aan materiaal hebben. Sommige partijspelers vinden dat bezwaarlijk, maar voor de problemist doet het niet ter zake. Gecomponeerde stellingen kunnen totaal afwijken van wat in praktische partijen voorkomt, maar ze moeten wel kunnen ontstaan vanuit de beginstelling van een schaakpartij. Een schaakopgave die op een partijstelling lijkt, wordt wel gekarakteriseerd als een 'natuurlijke stelling'.
In oudere, romantische schaakproblemen was er wel vaak extra materiaal aanwezig. In de negentiende eeuw werkte men graag met opstellingen die aanleiding gaven om composities aan te duiden als 'De Leeuw' of 'De Turkse sabel'.
Meestal wordt de opgave zo geformuleerd dat de witspeler aan zet is en het probleem moet oplossen. 
- Dus bijvoorbeeld: "Wit geeft mat in drie zetten".  Dit aantal heeft betrekking op het aantal zetten van degene die aan de beurt is: bij een mat in drie doet wit maximaal drie zetten en zwart twee. Een dergelijke opgave is een beetje onrealistisch, want bij een echte partij is het niet van belang hoe veel zetten er nodig zijn. De opgave wordt zelfs makkelijker, want de oplosser weet dat hij op de verkeerde weg is als hij geen mat heeft bereikt binnen het gegeven aantal zetten.
- Een realistische opgave kan zijn "Wit wint". In dat geval wordt echter toch iets verklapt, namelijk dat de partij gewonnen kan worden. Zie het voorbeeld hiernaast. Bij een dergelijke opgave is het voldoende dat men een stelling bereikt waarin de matvoering eenvoudig is.
- Een andere opgave kan zijn: "Wit aan zet wint materiaal".
- Een echt realistische opgave is: "Wat is de beste zet?"

In de oplossing worden de zetten meestal vanaf 1 genummerd. Dat kan anders zijn als het probleem uit een werkelijk gespeelde partij komt. Bovendien kan het dan zijn dat de zwartspeler het probleem moet oplossen. 

## Terminologie
tweezet
Een tweezet is een probleem waarin in twee zetten mat wordt gegeven. Wit doet de eerste zet (de sleutelzet), zwart doet een tegenzet en wit geeft mat, ongeacht welke tegenzet zwart deed. Een dergelijk probleem is, door het beperkte aantal mogelijkheden, nooit echt moeilijk, maar vaak ligt de juiste oplossing zo weinig voor de hand dat men hem over het hoofd ziet.
driezet
Een driezet is een probleem waarin in maximaal drie zetten mat wordt gegeven. Het is mogelijk dat, na een slechte tegenzet, reeds in de tweede zet mat wordt gegeven, maar bij het beste tegenspel slaagt wit op de derde zet.
meerzet
Een meerzet is een probleem waarin het aantal zetten om tot matvoering te komen groter dan drie is. Er kan ook van een vierzet, vijfzet en dergelijke worden gesproken.
nevenoplossing
Gewoonlijk heeft de problemist op elke verdediging slechts een winstweg in gedachten. Zijn er op een verdediging meer reacties mogelijk, dan wordt dat minder gewaardeerd.
sleutelzet
De eerste zet van de oplossing. Moet een oplossing worden ingestuurd, dan is meestal de sleutelzet voldoende. Een probleem waarin  meer sleutelzetten mogelijk zijn (een dual), wordt niet gewaardeerd.
dreiging
De wijze waarop wit zou kunnen matzetten of een stuk zou kunnen slaan als zwart een zet zou doen die de situatie niet wezenlijk verandert.
parade
Een zet van zwart die de dreiging onmogelijk maakt of niet doet werken, waarop wit dus een andere matzet of matvoering klaar moet hebben liggen.
problemist
Degene die zich bezighoudt met schaakproblemen. Zowel makers als geïnteresseerden vallen onder deze term.
verleiding
Een zet die als mogelijke oplossing naar voren komt, maar het niet is.
schijnspel
Alle zetten die al klaar liggen als matzet op een mogelijke zet van zwart.
tempoprobleem
Een probleem waarbij er na de sleutelzet geen dreiging is, maar zwart door de zetdwang zijn stelling dusdanig moet verzwakken dat het mat gegeven kan worden.
dual
In een hoofdvariant heeft wit op zeker moment de keuze tussen verschillende goede zetten. Een dual geldt als minder fraai.
uitschakeling
Diverse zwarte parades leveren dezelfde verzwakking op, die in principe meer oplossingen voor wit mogelijk maakt, maar extra effecten van elk van deze zwarte zetten maken alle zetten behalve een weer onmogelijk.
omschakeling
Diverse zwarte parades leveren dezelfde verzwakking op, die in principe een witte zet mogelijk maakt. Extra effecten van een bepaalde zwarte zet maken deze zet onmogelijk, maar een andere mogelijk.
inschakeling
Diverse zwarte parades leveren dezelfde verzwakking op, die echter niet ernstig genoeg is om mat mogelijk te maken. Elke zwarte zet heeft echter een extra effect, waardoor er wel mat mogelijk is.

## Thema's
Veel schaakproblemen hebben een 'thema', dat inhoud geeft aan het probleem. Er is dan dus een zeker verband tussen de zetten in het probleem en de stukken op het bord.
Grimshaw
Van een Grimshaw is sprake als er wederkerige interferentie tussen een toren en loper van de tegenstander plaatsvindt op hetzelfde veld.
Lloydse orgelpijpen
Als tussen 2 zwarte torens en 2 zwarte lopers voor alle 4 combinaties een Grimshaw plaatsvindt, spreekt men van Lloydse orgelpijpen.
Pickabish
Een Pickabish is ook een wederkerige interferentie op 1 veld, maar nu tussen een loper en een pion.
Novotny
Een offer op een veld, waardoor op dat veld een wederzijdse interferentie van een zwarte loper en toren ontstaat.
Lewmann-parade
De Lewmann-parade is een mogelijke verdediging van zwart. Hierbij dreigt wit een zet te doen die een eigen stuk, dat de zwarte koning een vluchtveld afneemt, interfereert, maar is dit mogelijk omdat tegelijkertijd voor een ander stuk een lijn naar dit veld geopend wordt. Zwart pareert de dreiging door dit tweede stuk preëmptief te interfereren.
Goethart
Zwart doet een zet die een zwart stuk interfereert. Wit kan daardoor een zet spelen die het stuk indirect ontpent (dat wil zeggen een stuk op de lijn van het pennende stuk, het gepende stuk en de zwarte koning spelen).
Nietvelt en Schiffmann
Een zwarte parade waarbij een stuk zichzelf pent, maar weer ontpend zou raken als wit de dreiging uitvoert. Als er van directe ontpenning (het pennende stuk wordt weggespeeld) sprake is, is er een Nietvelt-thema, als er van indirecte ontpenning (een wit stuk wordt in de pennende lijn gespeeld) sprake is, noemt men het een Schiffmann-thema.
Barulin
Het Barulin-thema houdt in dat een penning van wit door zwart wordt gebruikt voor het vermijden van duals.
Stocchi
Als parade kan zwart minimaal 3 verschillende stukken naar een veld naast de zwarte koning zetten. Doordat dit veld geblokkeerd is, zijn er nu meerdere mats mogelijk, maar voor elke zet, of in elk geval voor sommige zetten, worden alle mats behalve 1 uitgeschakeld.
Fleck
Na de sleutelzet heeft wit meerdere dreigingen. Zwart heeft voor elke dreiging een zet die alle dreigingen behalve die dreiging uitschakelt. In meer strenge vorm moet dit voor alle zwarte zetten gelden.
Albino, Pickaninny en paardwiel
Een pion in de uitgangspositie heeft vier mogelijke zetten. Als alle vier de zetten van een witte pion in het thema voorkomen, heet dat een Albino, als dat met een zwarte pion het geval is Pickaninny. Als alle 8 zetten van een paard betekenis hebben, dan spreken we van een paardwiel.
Excelsior
Om het mat te geven moet een pion vanuit de beginpositie tot promotie worden gebracht. Het aantal zetten is dus minstens vijf.
Matverandering
Van een matverandering is sprake als op een zet waarop in het schijnspel al een antwoord klaarligt, in de oplossing een ander antwoord nodig is.
Paradeverandering
Ten opzichte van het schijnspel treden dezelfde mats op, maar na andere zetten van zwart.
Mutate
In een mutate liggen op alle zwarte antwoorden al matzetten gereed. Wit heeft echter geen 'afwachtzet', en er zijn dan ook matveranderingen nodig om tot de oplossing te komen.

## Schemaproblemen
Schemaproblemen zijn problemen waarbij (een deel van) het thema zit in de manier waarop de zetten in schijnspel, verleiding en oplossing voorkomen. Zetten die op 1 plaats voorkomen, komen ook elders voor in een zeker schema. Om de schema's te laten zien, zullen we hieronder de zetten abstraheren: A, B, C... is elke keer dat het voorkomt dezelfde witte zet, a, b, c... dezelfde zwarte zet. V? is een verleiding en w! de weerlegging (de zet die de verleiding niet laat werken).
Matverwisseling
Waarschijnlijk het oudste schema, en hetgeen waar het idee van schemaproblemen op gebaseerd is, is de matverwisseling: Ten opzichte van het schijnspel (of eventueel de verleiding) zijn er twee parades waarvoor een matverandering geldt, met als nieuwe zet de oude zet van de andere parade. Als schema:
schijnspel:
1... a; 2.A
1... b; 2.B
oplossing: 1.O
1... a; 2.B
1... b; 2.A
Le Grand
Bij het Le Grand-thema is er een parade, waarna in de verleiding de dreiging van de oplossing, en in de oplossing de dreiging van de verleiding wordt gedaan:
1.V? dreigt  2.A
1... a; 2.B
1.O dreigt  2.B
1... a; 2.A
Zegeverwisseling en Dombrowski
Als na de weerlegging van een verleiding in de oplossing de dreiging van de verleiding volgt, spreken we van een zegeverwisseling. Als er zegeverwisselingen ten opzichte van minimaal twee verleidingen plaatsvinden, spreekt men van het Dombrovskis-thema, het schema is dus:
1.V1? dreigt 2.A, maar 1...a
1.V2? dreigt 2.B, maar 1...b
1.O
1... a; 2.A
1... b; 2.B
Hannelius
Het Hannelius-thema lijkt wel wat op het Dombrowski-thema, maar nu is het de dreiging van een andere verleiding die na de parade wordt toegepast:
1.V1? dreigt  2.A, maar 1...a
1.V2? dreigt  2.B, maar 1...b
1.O
1...a, 2.B
1...b, 2.A
Vladimirov en Bannij
Het Vladimirov-thema lijkt op het Dombrowski-thema, maar hierbij is het de zet van de verleiding zelf die in de oplossing optreedt in plaats van zijn dreiging:
1.A?, maar 1...a
1.B?, maar 1...b
1.O
1...a, 2.A
1...b, 2.B
Ook hierbij kunnen weer, zoals in het Hannelius-thema, de zetten verwisseld worden, dit heet het Bannij-thema.
Rösselsprung
Het Rösselsprungthema houdt in dat op de tweede zet van een driezet een paard een aftrekschaak geeft, waarbij de zwarte koning een vluchtveld krijgt, en op de derde zet dit paard zelf mat geeft.

## Mooi en niet mooi
Schaakproblemisten hebben regels over wat een probleem aantrekkelijk en onaantrekkelijk maakt.
Allereerst moet het probleem correct zijn. De oplossing moet werken, en er mag geen tweede sleutelzet zijn (tenzij zo bedoeld en aangegeven). Ook wordt het voorkomen van duals (meerdere mogelijkheden) in de dreiging of in de belangrijkste varianten als lelijk beschouwd. Een uitzondering hierop is het Fleck-thema.
Onacceptabel is een uitgangsstelling die niet op reglementaire wijze bereikt kan worden. In het verleden waren de regels op dit gebied soepeler.
Problemen met weinig stukken gelden als elegant. In het bijzonder geldt dit voor de Meredith, wat inhoudt dat er 12 of minder stukken zijn. Als er maximaal 7 stukken zijn, dan spreekt men van een miniatuur; het is echter zeer moeilijk een thematisch volwaardig probleem een miniatuurvorm te geven.
Bij de moderne, strikte opvatting van een schaakprobleem moet al het aanwezige materiaal een rol hebben in minstens een variant van de matvoering of de verdediging; alleen voor de verplicht aanwezige witte koning geldt deze verplichting niet. Wordt er een stuk weggenomen, dan werkt het probleem niet meer. Dat wil niet zeggen dat elk aanwezig stuk een zet moet doen: ook 'stille' functies zoals het afschermen van velden of het blokkeren van stukken zijn van belang. Deze eis geldt natuurlijk niet bij een probleem dat aan een echte partij ontleend is.
Volgens de moderne waardering van schaakproblemen is het niet elegant om gepromoveerde stukken in de uitgangsstelling te hebben, hoewel het in een reglementaire partij heel goed mogelijk is. Dus niet twee witte lopers op dezelfde kleur, of drie witte paarden.
In zeer veel gevallen is de opstelling der stukken misschien reglementair mogelijk, maar hoogst onwaarschijnlijk. Sommigen vinden dit niet fraai en vinden dat de beste problemen zijn ontleend aan werkelijk gespeelde partijen. Een probleem met een opzettelijk zeer onwaarschijnlijke opstelling heet grotesk. Een dergelijk probleem bevat vaak een humoraspect. Hiernaast staat een grotesk probleem waarin wit met het absolute minimum een volledig zwart leger moet bestrijden. Een dergelijke opgave is alleen haalbaar als de zwarte stukken zeer in hun bewegingsvrijheid beperkt zijn.
Zoals bij elk probleem moet de oplossing niet al te gemakkelijk zijn. Een sleutelzet die op het eerste gezicht sterk is, wordt dan ook als een minpunt beschouwd. Dit geldt in het bijzonder voor een sleutelzet die een stuk slaat (het slaan van een pion is nog net geoorloofd), promotie als sleutelzet (tenzij het om een verplichte minorpromotie gaat) en het schaak geven als sleutelzet. Dit zijn immers zetten die iedere beginnende schaker zal uitvoeren. Een sleutelzet die een schijnbare verzwakking oplevert (bijvoorbeeld door de zwarte koning meer mogelijke zetten te geven of door een stuk te offeren) wordt meer gewaardeerd. Aan de andere kant kan een schaakprobleem juist moeilijker worden als de sleutelzet er sterk uitziet, doordat veel ervaren oplossers zullen denken dat dat wel niet juist zal zijn.
Minder mooi is het als in een driezet of meerzet een 'korte dreiging' optreedt, dat wil zeggen dat de dreiging zelf maar een tweezet is. Echt catastrofaal is dit echter niet.

## Bijzondere problemen
Behalve de 'gewone' schaakproblemen zijn er ook enkele speciale typen.

### Tweeling
Een tweelingprobleem bestaat uit twee problemen die slechts weinig verschillen, meestal gaat het om het weghalen, verplaatsen of in een ander stuk veranderen van een enkel stuk. Beide stellingen zijn vervolgens volwaardige problemen, met een zeer verschillende oplossing. Het mooiste is natuurlijk als de beide oplossingen thematisch met elkaar verwant zijn.

### Helpmat
Bij een helpmat begint zwart, en werken beide spelers samen om zwart in het voorgeschreven aantal zetten mat te krijgen.

### Zelfmat
Bij een zelfmat is het de bedoeling dat een speler zijn tegenstander dwingt mat te geven.
| 8 |                                                                      |    |    |   |    |   |    |   |
| 7 |                                                                      |    |    |   |    |   | bl |   |
| 6 |                                                                      |    |    |   |    |   |    |   |
| 5 |                                                                      |    |    |   |    |   |    |   |
| 4 | rl                                                                   |    |    |   |    |   |    |   |
| 3 |                                                                      | pl | nd |   |    |   |    |   |
| 2 | bl                                                                   | rd | pl |   | pd |   |    |   |
| 1 | kd                                                                   |    | kl |   | rl |   |    |   |
|   | a                                                                    | b  | c  | d | e  | f | g  | h |
|   | Zelfmat. Na 1...T×c2† heeft wit geen keus: hij moet zwart matzetten. |    |    |   |    |   |    |   |

### Fantasieschaak
Bij fantasieschaak zijn er stukken toegevoegd met mogelijkheden die normale stukken niet hebben, of zijn er andere variaties op de spelregels.
| 8 |                                                                                           |    |    |   |   |    |   | kd |
| 7 |                                                                                           |    |    |   |   |    |   |    |
| 6 |                                                                                           |    |    |   |   | nl |   |    |
| 5 |                                                                                           |    |    |   |   |    |   |    |
| 4 |                                                                                           |    |    |   |   |    |   |    |
| 3 |                                                                                           |    |    |   |   |    |   |    |
| 2 |                                                                                           | bl | kl |   |   |    |   |    |
| 1 |                                                                                           |    |    |   |   |    |   |    |
|   | a                                                                                         | b  | c  | d | e | f  | g | h  |
|   | Fantasieschaak, mat in een halve zet. Wit tilt het paard even op maar haalt het niet weg. |    |    |   |   |    |   |    |

### Retrogradeproblemen
| 8 | |    |    |    |    |    | bl |    |
| 7 | |    |    |    |    | pd |    |    |
| 6 | |    | pl |    |    | pl |    | kd |
| 5 | | pl |    | pl | pl | kl | pd | pl |
| 4 | pl |    |    |    |    |    |    | rl |
| 3 | |    |    |    |    |    |    |    |
| 2 | |    |    |    |    |    | pl |    |
| 1 | |    |    |    |    |    |    |    |
|   | a | b  | c  | d  | e  | f  | g  | h  |
|   | Retrogadeprobleem van Herman Ligtenberg. De oplosser moet op het idee komen dat de laatste zet van zwart alleen g7-g5 kan zijn geweest. Daarna is de oplossing niet moeilijk meer: wit geeft in één zet mat. |    |    |    |    |    |    |    |

| 8 |                                                                          |    |   |    |   |   |   |   |
| 7 |                                                                          |    |   |    |   |   |   |   |
| 6 |                                                                          |    |   |    |   |   |   |   |
| 5 |                                                                          | rd |   | bd |   |   |   |   |
| 4 | bl                                                                       |    |   |    |   |   |   |   |
| 3 |                                                                          |    |   |    |   |   |   |   |
| 2 |                                                                          |    |   |    |   |   |   |   |
| 1 |                                                                          |    |   | kd |   |   |   |   |
|   | a                                                                        | b  | c | d  | e | f | g | h |
|   | Retrogadeprobleem van Raymond Smullyan. Waar moet de witte koning staan? |    |   |    |   |   |   |   |

Bij een retrogradeprobleem gaat het erom om uit een schaakstelling gegevens over het voorafgaande spelverloop te halen. Vragen die gesteld kunnen worden zijn bijvoorbeeld:
- Is het mogelijk deze stelling op legale wijze te bereiken?
- Wat was de laatste zet?
- Waar staat het ontbrekende stuk?

In gewone schaakproblemen is soms een retrograde-analyse nodig om vast te kunnen stellen of een rokade of en passant slaan mogelijk is. De algemene regel is dat rokeren in een oplossing mag tenzij het bewijsbaar onmogelijk is, terwijl en passant slaan als sleutelzet alleen mag als aangetoond kan worden dat op de laatste zet de pion die men wil slaan twee velden vooruit werd gezet. Een voorbeeld van het laatste staat hierboven.

## Tasks
Een task is een probleem waarin een bepaald effect of thema tot de maximale mate of aantal mogelijk is uitgewerkt. Wellicht de bekendste en moeilijkste task is de Babson task. Hierbij is het de bedoeling dat wit een zwarte promotie tot dame, toren, paard of loper moet beantwoorden met een promotie tot hetzelfde stuk. De task werd al in 1914 gesteld. Een oplossing als zelfmat kwam spoedig, maar het duurde tot de jaren 80 voor hij als normaal probleem werd opgelost. Er bestaan thans ongeveer 20 oplossingen. Er bestaat ook een cyclische Babson, waarbij promotie tot dame, toren, paard of loper bijvoorbeeld beantwoord wordt met een promotie tot toren, paard, loper of dame, respectievelijk.

## Bekende probleemschaakcomponisten

### 19e eeuw
Rond 1850 was Julien Karis, luitenant-kwartiermeester in de infanterie van de garnizoensstad Hoorn, een van de meest productieve probleemschaakcomponisten. In die periode werd ook Helvetius van den Bergh een productieve en een van de bekendste Nederlandse schaakcomponisten van de negentiende eeuw. In 1853 verscheen van hem het boekje Kunstspelen voor liefhebbers van het schaken.

### 20e eeuw
De Nederlandse Grootmeesters Probleemschaak zijn: Eeltje Visserman (1972), Cor Goldschmeding (1988) en Jaap Haring (1990). Jac. Haring werd postuum door de Fide tot grootmeester probleemschaak benoemd.
Harry Goldsteen is een Nederlandse legende betreffende retrogradeproblemen, een bijzondere vorm van probleemschaak.
In Italië gaat het onder meer om Federico Alliney.